# Mergulho livre

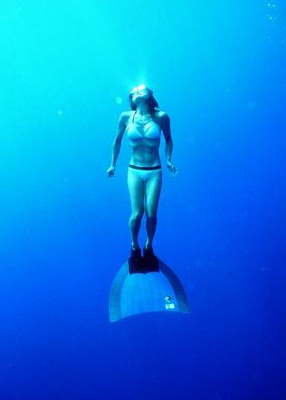

Mergulho livre em apneia (freediving) é um categoria de mergulho que diferentemente do mergulho autônomo, consiste basicamente no mergulho utilizando somente o ar contido nos pulmões, uma máscara de mergulho, um respirador e nadadeiras.
O mergulho livre pode ser praticado em piscinas, lagos, rios e no mar. Seus entusiastas preferem a prática do mergulho livre marinho por este apresentar uma diversidade maior de espécies animais a serem observadas. 
Frequentemente o mergulho livre está associado ao uso das técnicas de apneia para efetuar imersões.
O mergulho livre competitivo, com regras institucionalizadas pela AIDA Internacional, teve início em julho 1996, quando o francês Claude Chapuis criou as regras de segurança, regras de competição e regras de recorde, sendo realizado o primeiro mundial em Saint Jean Cap Ferrat - França em outubro 1996. 
Em 26 de novembro de 2024 foi batido o recorde mundial ao largo da costa da República Dominicana por Kateryna Sadurska, desportista Ucraniana, com um mergulho livre sem barbatanas que alcançou 82 metros em três minutos e dez segundos.

## No Brasil
A AIDA é a certificadora responsável pela formação de apneistas no país.

## Em Portugal
A AIDA Portugal foi fundada por monitores de apneia da FPAS em 2002, que introduziram as disciplinas puras do mergulho livre (freediving), de acordo com as normas da AIDA Internacional.
A AIDA Portugal está afiliada à AIDA Internacional através do Clube Naval de Rabo de Peixe, em São Miguel, Açores.
A FPAS (Federação Portuguesa de Atividades Subaquáticas) promove e regula a atividade do mergulho livre em apneia em Portugal.
Entre os praticantes de Mergulho Livre (Freediving) em apneia (apneistas, freedivers, freediving) em Portugal, destacam-se nomes como o Francisco Gautier, primeiro português a atingir os -100m de profundidade em apneia, na disciplina de No Limits em 2004, atingido no evento Rumo ao Abismo 2004, realizado na ilha do Faial, Açores, o açoriano Paulo Nóbrega, residente na ilha do Faial com 13 recordes nacionais de apneia nas disciplinas de mar e piscina, sendo atual recordista nacional de Peso Variável, com a profundidade de -70m em apneia, realizado em 2009, no evento Rumo ao Abismo, na ilha do Faial, Açores ou a Simone Martins com 13 recordes nacionais de apneia femininos nas diversas disciplinas de mar e piscina. 

## No Mundo
Organizações internacionais:
- Aida International
- Aida Portugal
- Apnea Academy International
- Freediving Instructors International